# Garin (Haute-Garonne)
Garin település Franciaországban, Haute-Garonne megyében. Lakosainak száma 150 fő (2022. január 1.). Garin Poubeau, Loudervielle, Billière, Cathervielle, Caubous, Cazeaux-de-Larboust, Gouaux-de-Larboust, Oô, Portet-de-Luchon és Benque-Dessous-et-Dessus községekkel határos.

## Népesség
A település népességének változása:
| Lakosok száma | 108  | 108  | 108  | 133  | 135  | 139  | 145  | 155  | 158  | 150  |
|               | 1968 | 1982 | 1990 | 2006 | 2013 | 2015 | 2017 | 2019 | 2020 | 2022 |